# Asplenium pseuderectum
Asplenium pseuderectum är en svartbräkenväxtart som beskrevs av Georg Hans Emmo Wolfgang Hieronymus. Asplenium pseuderectum ingår i släktet Asplenium och familjen Aspleniaceae. Inga underarter finns listade.